# Mimela mundissima
Mimela mundissima är en skalbaggsart som beskrevs av Walker 1859. Mimela mundissima ingår i släktet Mimela och familjen Rutelidae. Inga underarter finns listade i Catalogue of Life.